# The Tiananmen Papers
The Tiananmen Papers là một cuốn sách tiếng Anh lần đầu tiên được xuất bản vào tháng 1 năm 2001 bởi nhà xuất bản PublicAffairs. Phiên bản tiếng Trung mở rộng của cuốn sách này được xuất bản vào tháng 4 cùng năm với tựa đề 中國 六四 真相 (Hán Việt: Zhōngguó Liùsì Zhēnxiàng, dịch nghĩa là Ngày 4 tháng 6: Câu chuyện có thật) bởi nhà xuất bản Mirror Books ở Hồng Kông. Cuốn sách được trình bày dưới dạng một danh sách tổng hợp các tài liệu bí mật chính thức chọn lọc của Trung Quốc liên quan đến các cuộc biểu tình tại Quảng trường Thiên An Môn năm 1989. Các tài liệu được sử dụng trong cả hai cuốn sách được cho là do một nhà biên dịch người Trung Quốc có bút danh Zhang Liang, một người được giấu danh tính để bảo vệ cá nhân khỏi khả năng bị bức hại. Phiên bản tiếng Anh của cuốn sách được biên tập và dịch bởi Andrew J. Nathan, Perry Link, và Orville Schell, những người tuyên bố đặt niềm tin hoàn toàn vào trình biên dịch. Tuy nhiên, vẫn còn rất nhiều suy đoán về tính xác thực của nội dung cuốn sách, vì các biên tập viên chưa bao giờ được cung cấp các tài liệu thực tế, mà họ chỉ có một phiên bản được định dạng lại của các tư liệu.

## Tiếp nhận ở Trung Quốc
Chính phủ Trung Quốc đã tố cáo cuốn sách là giả mạo, và cả bản tiếng Trung và tiếng Anh của cuốn sách đều bị cấm ở đại lục. Một trong những biên tập viên, Andrew Nathan, đã bị cấm nhập cảnh vào Trung Quốc do có liên quan đến cuốn sách.